# Kowalczuki (gmina)
Gmina Kowalczuki (lit. Kalvelių seniūnija) – gmina w rejonie wileńskim okręgu wileńskiego na Litwie. Ośrodek gminy to osiedle Kowalczuki (1 592 mieszkańców). Na terytorium gminy jest położone także miasteczko Szumsk (919 mieszkańców) i 35 innych miejscowości, największe z nich to Kiena (385 mieszkańców) i Pakiena (296 mieszkańców).
Powierzchnia gminy to 11 894 ha, z tego 7.350 ha stanowią użytki rolne, 3.770 ha – lasy, 774 ha – zbiorniki wodne oraz grunty o innym przeznaczeniu. Gmina graniczy z gminami Ławaryszki, Miedniki, Mickuny i Rukojnie oraz z terytorium Republiki Białorusi. W okresie międzywojennym większość terenu gminy należała do polskiej gminy Szumsk. Gminę zamieszkuje 4409 osób.

## Skład etniczny (2011)
- Polacy – 75,7%
- Białorusini – 8,1%
- Litwini – 8,0%
- Rosjanie – 5,9%

## Infrastruktura
2 urzędy pocztowe, 2 szkoły średnie, 3 szkoły podstawowe, przedszkole, 2 biblioteki, 2 Domy Kultury, ambulatorium, punkt medyczny, szpital, posterunek straży pożarnej, stacja kolejowa, urząd celny, 3 kościoły, cmentarz, 9 sklepów, kawiarnia, zespół pałacowy z początku XX w. w Szumsku i park, rezerwat geomorfologiczny w Kosinie. W 2006 roku odsłonięto w Kowalczukach pierwszy na Wileńszczyźnie pomnik papieża Jana Pawła II.

## Przedsiębiorczość lokalna
Rolnictwo i leśnictwo, hodowla ryb, usługi urzędu celnego, usługi świadczone dla mieszkańców.

## Historia
W okresie przedrozbiorowym na terenie tym funkcjonowało niewielkie starostwo niegrodowe (królewszczyzna) Kołoboryszki.
Odnotowani Starostowie kołoboryjscy to:
- Jan Downarowicz (do 1767)
- Stefan Plewako (1767-1783)
- Kazimierz Plewako (1783-1795)

## Miejscowości
W skład gminy Kowalczuki wchodzi 1 miasteczko, 30 wsi, 3 kolonie (chutory) i 3 osady kolejowe. Miejscowości w gminie Kowalczuki:
| - Barwaniszki - Błahowieszczyzna (wieś) - Błahowieszczyzna (przyst. kol.) - Borowe - Dunajówka - Działuny - Giejbule | - Jazowo - Kałabaryszki - Kiemiany - Kiena (wieś) - Kiena (st. kol.) - Kosina | - Kosina Mała - Kosina Wielka - Kowalczuki - Leoniszki - Miedniki Wielkie - Narwojsze | - Niemieżka - Podhaj - Polanki - Połubeczki (wieś) - Połubeczki (kolonia) - Saduniszki | - Sierociszki - Skwarcówka - Stawniszki - Suntoki - Szulgi - Szumsk (miasteczko) | - Szumsk (przyst. kol.) - Szylingi - Windziuny - Zaczepka - Zwierzyniec - Żepańce |

Dawne miejscowości:
- Sudniki